# FIBA European Champions Cup 1978-1979
La Coppa dei Campioni 1978-1979 di pallacanestro maschile venne vinta dal Bosna.
Hanno preso parte alla competizione 22 squadre. Le squadre vennero divise in sei gruppi, con gare di andate e ritorno (e somma dei punti): al termine la prima classificata veniva promossa al turno successivo, con un'ulteriore fase a gruppi valevole per la qualificazioni alla finale, cui accedevano le prime due classificate. La finale è stata organizzata a Grenoble.

## Risultati

### Primo turno

#### Gruppo A
|    | Squadra        | G | V | P | PF  | PS  | Dif  | P.ti |
| -- | -------------- | - | - | - | --- | --- | ---- | ---- |
| 1. | Real Madrid    | 6 | 6 | 0 | 683 | 443 | +240 | 12   |
| 2. | Honvéd         | 6 | 4 | 2 | 586 | 576 | +10  | 10   |
| 3. | Klosterneuburg | 6 | 1 | 5 | 476 | 531 | -55  | 7    |
| 4. | Zamalek        | 6 | 1 | 5 | 446 | 641 | -195 | 7    |

#### Gruppo B
|    | Squadra         | G | V | P | PF  | PS  | Dif  | P.ti |
| -- | --------------- | - | - | - | --- | --- | ---- | ---- |
| 1. | Emerson Varese  | 4 | 4 | 0 | 455 | 303 | +152 | 8    |
| 2. | Amicale Steesel | 4 | 2 | 2 | 325 | 407 | +82  | 6    |
| 3. | Sporting CP     | 4 | 0 | 4 | 340 | 410 | -70  | 4    |

#### Gruppo C
|    | Squadra                   | G | V | P | PF  | PS  | Dif | P.ti |
| -- | ------------------------- | - | - | - | --- | --- | --- | ---- |
| 1. | Maccabi Elite Tel-Aviv    | 4 | 3 | 1 | 347 | 296 | +51 | 7    |
| 2. | Royal Fresh Air Molenbeek | 4 | 2 | 2 | 309 | 323 | -14 | 6    |
| 3. | Eczacıbaşı                | 4 | 1 | 3 | 275 | 312 | -37 | 5    |

#### Gruppo D
|    | Squadra          | G | V | P | PF  | PS  | Dif  | P.ti |
| -- | ---------------- | - | - | - | --- | --- | ---- | ---- |
| 1. | Olympiakos       | 6 | 4 | 2 | 522 | 441 | +81  | 10   |
| 2. | Moderne Le Mans  | 6 | 4 | 2 | 515 | 438 | +77  | 10   |
| 3. | Wybrzeże Danzica | 6 | 4 | 2 | 540 | 545 | -5   | 10   |
| 4. | Jalaa Aleppo     | 6 | 0 | 6 | 431 | 584 | -153 | 6    |

#### Gruppo E
|    | Squadra          | G | V | P | PF  | PS  | Dif  | P.ti |
| -- | ---------------- | - | - | - | --- | --- | ---- | ---- |
| 1. | Bosna Sarajevo   | 6 | 5 | 1 | 573 | 419 | +154 | 11   |
| 2. | Zbrojovka Brno   | 6 | 4 | 2 | 594 | 495 | +99  | 10   |
| 3. | Partizani Tirana | 6 | 3 | 3 | 574 | 473 | +101 | 9    |
| 4. | AEL Limassol     | 6 | 0 | 6 | 323 | 677 | -354 | 6    |

#### Gruppo F
|    | Squadra            | G | V | P | PF  | PS  | Dif | P.ti |
| -- | ------------------ | - | - | - | --- | --- | --- | ---- |
| 1. | Joventut Freixenet | 6 | 5 | 1 | 598 | 508 | +90 | 11   |
| 2. | Parker Leiden      | 6 | 5 | 1 | 594 | 523 | +71 | 11   |
| 3. | Södertälje         | 6 | 2 | 4 | 479 | 544 | -65 | 8    |
| 4. | Crystal Palace     | 6 | 0 | 6 | 497 | 593 | -96 | 6    |

### Semifinali
|    | Squadra                | G  | V | P | PF  | PS  | Dif  | P.ti |
| -- | ---------------------- | -- | - | - | --- | --- | ---- | ---- |
| 1. | Emerson Varese         | 10 | 7 | 3 | 819 | 763 | +56  | 17   |
| 2. | Bosna Sarajevo         | 10 | 7 | 3 | 894 | 895 | -1   | 17   |
| 3. | Maccabi Elite Tel-Aviv | 10 | 6 | 4 | 839 | 779 | +50  | 16   |
| 4. | Real Madrid            | 10 | 6 | 4 | 976 | 910 | +66  | 16   |
| 5. | Joventut Freixenet     | 10 | 3 | 7 | 860 | 892 | -32  | 13   |
| 6. | Olympiakos             | 10 | 1 | 9 | 747 | 896 | -149 | 11   |

|  | Qualificate alle semifinali |
|  | Eliminata                   |

### Finale
| Squadra 1      | Risultato | Squadra 2      |
| -------------- | --------- | -------------- |
| Emerson Varese | 93 - 96   | Bosna Sarajevo |

| Coppa dei Campioni 1978-1979 |
| ---------------------------- |
| Bosna 1º titolo              |

## Formazione vincitrice
| N° | Naz.                  | Ruolo | Sportivo            |  | Alt. |  |
| -- | --------------------- | ----- | ------------------- |  | ---- |  |
| 4  | Jugoslavia (bandiera) | A     | Borislav Vučević    |  |      |  |
| 5  | Jugoslavia (bandiera) | C     | Ante Đogić          |  |      |  |
| 6  | Jugoslavia (bandiera) | C     | Predrag Benaček     |  |      |  |
| 7  | Jugoslavia (bandiera) | A     | Boško Bosiočić      |  |      |  |
| 8  | Jugoslavia (bandiera) | A     | Nihad Izić          |  |      |  |
| 9  | Jugoslavia (bandiera) | C     | Ratko Radovanović   |  |      |  |
| 10 | Jugoslavia (bandiera) | C     | Dragan Zrno         |  |      |  |
| 11 | Jugoslavia (bandiera) | AG    | Žarko Varajić       |  |      |  |
| 12 | Jugoslavia (bandiera) | G     | Mirza Delibašić     |  |      |  |
| 12 | Jugoslavia (bandiera) | C     | Sabahudin Bilalović |  |      |  |
| 13 | Jugoslavia (bandiera) | P     | Sabit Hadžić        |  |      |  |
| 15 | Jugoslavia (bandiera) | P     | Svetislav Pešić     |  |      |  |
|    | Jugoslavia (bandiera) |       | Almir Dervišbegović |  |      |  |
|    | Jugoslavia (bandiera) |       | Sulejman Duraković  |  |      |  |
|    | Jugoslavia (bandiera) | All.  | Bogdan Tanjević     |  |      |  |